# Hemipachnobia subporphyrea
Hemipachnobia subporphyrea är en fjärilsart som beskrevs av Walker 1858. Hemipachnobia subporphyrea ingår i släktet Hemipachnobia och familjen nattflyn. Inga underarter finns listade i Catalogue of Life.